# Ala'a Eldin Yousif
Ala'a Eldin Yousif (sinh ngày 3 tháng 1 năm 1982) là một cầu thủ bóng đá người Sudan hiện tại thi đấu cho câu lạc bộ Sudan Al-Merrikh ở Giải bóng đá ngoại hạng Sudan.
Anh là thành viên của Đội tuyển bóng đá quốc gia Sudan. 
Anh là đội trưởng của đội tuyển quốc gia vào đến vòng dành cho 4 đội mạnh nhất ở vòng loại châu Phi. Anh chuyển từ El-Merreikh vào tháng 12 năm 2004 sang kình địch Al-Hilal. Sau khi thi đấu 7 năm với Al-Hilal, anh trở lại Merreikh vào tháng 7 năm 2012.

## Sự nghiệp quốc tế

### Bàn thắng quốc tế
Tỉ số và kết quả liệt kê bàn thắng của Sudan trước.
| #  | Ngày                | Địa điểm                                           | Đối thủ  | Tỉ số | Kết quả     | Giải đấu                                     |
| -- | ------------------- | -------------------------------------------------- | -------- | ----- | ----------- | -------------------------------------------- |
| 1. | 5 tháng 12 năm 2005 | Sân vận động Amahoro, Kigali, Rwanda               | Djibouti | ?–0   | 4–0         | 2005 Cúp CECAFA                              |
| 2. | 8 tháng 12 năm 2006 | Sân vận động Addis Ababa, Addis Ababa, Ethiopia    | Uganda   | 2–1   | 2–1 (6–5 p) | 2006 Cúp CECAFA                              |
| 3. | 14 tháng 6 năm 2008 | Sân vận động Khartoum, Khartoum, Sudan             | Mali     | 1–0   | 3–2         | Vòng loại giải vô địch bóng đá thế giới 2010 |
| 4. | 16 tháng 1 năm 2011 | Sân vận động Gehaz El Reyada, Cairo, Ai Cập        | Tanzania | 2–0   | 2–0         | Giải bóng đá Nile Basin 2011                 |
| 5. | 5 tháng 6 năm 2011  | Sân vận động Quốc gia Somhlolo, Lobamba, Swaziland | Eswatini | 2–1   | 2–1         | Vòng loại Cúp bóng đá châu Phi 2012          |